# Pizay
Pizay je francouzská obec v departementu Ain v regionu Auvergne-Rhône-Alpes. V roce 2011 zde žilo 780 obyvatel.

## Sousední obce
Bressolles, Dagneux, Faramans, Le Montellier, Montluel, Sainte-Croix

## Vývoj počtu obyvatel
Počet obyvatel 